# Narteks
Narteks (grčki: Νάρθηκας) je u antičkoj Grčkoj bila drvena kutijica ili ormarić za čuvanje lijekova, no od ranokršćanstva to je uvriježen naziv za ulazni trijem bazilike (armenski: gavit, srpski: priprata); tj. usko pravokutno predvorje uz pročelje, određeno za nekrštene i pokajnike. Kasnije postaje standardnim elementom i u bizantskoj i zapadnoeuropskom crkvenom graditeljstvu.